# Hugo Karl Schmidt
Hugo Karl Schmidt (* 22. November 1909 in Łódź; † 19. Januar 2009 in Büchenbach) war ein deutscher evangelischer Pfarrer und Autor.

## Leben
Schmidt studierte Theologie in Leipzig und Erlangen und besuchte, da die deutsche theologische Ausbildung in Polen nicht anerkannt wurde, anschließend das evangelische Pfarrerseminar in Łódź. Im Jahr 1935 trat er seine erste Stelle als Vikar nach Rozyszcze in Wolhynien an. Am 17. November 1935 wurde er als Pfarrer ordiniert, von 1936 bis 1939 war er Pastor in Tuczyn. Von hier aus betreute er eine Vielzahl kleiner evangelischer Gemeinden in Wolhynien.
Im September 1939 wurde Hugo Karl Schmidt von den polnischen Behörden verhaftet und ins Konzentrationslager Bereza Kartuska eingewiesen. Wenige Wochen später befreit wurde er in den Warthegau versetzt und wurde Pastor in Rypin. Hier wurde er 1942 zum Superintendenten berufen.
Nach Ende des Zweiten Weltkrieges kam Schmidt 1945 zunächst nach Erlangen, bald danach als Pfarrer der Evangelisch-Lutherischen Kirche in Bayern nach Roth (bei Nürnberg) und später nach Katzwang bei Nürnberg. Neben seiner Pfarrtätigkeit und nach seiner späteren Versetzung in den Ruhestand befasste er sich intensiv mit der evangelischen Kirchengeschichte Wolhyniens und verfasste mehrere Werke zu diesem Thema.
Hugo Karl Schmidt war Ehrenvorsitzender des Historischen Vereins Wolhyniens e.V.

## Publikationen
- Die deutschen evangelischen Siedlungen in Wolhynien, in: Arthur Schmidt (Hg.): Deutsches Schicksal in Polen, Hannover-Linden 1953, S. 96–109
- September 1939 – Wolhynische Erlebnisse während des Polenkrieges (Im KZ Beresa Kartuska), Wolhynische Hefte, 1. Folge 1979, S. 145–164
- Historische Quellen und die Auswertung von Berichten der Erlebnisgeneration, Wolhynische Hefte, 2. Folge 1982, S. 10–14
- Die Übernahme der wolhynischen Lutheraner durch das Warschauer Konsistorium und seine Folgen, Wolhynische Hefte, 5. Folge 1988, S. 215–225
- Menschliches inmitten von Unmenschlichkeit, Wolhynische Hefte, 5. Folge 1988, S. 244–248
- 15 Jahre Historischer Verein Wolhynien, Wolhynische Hefte, 6. Folge 1990, S. 9–13
- Die Umsiedlung der Deutschen aus Polnisch-Wolhynien im Januar 1940., Wolhynische Hefte, 6. Folge 1990, S. 14–28
- Die deutsche Kulturarbeit und deren Träger in Wolhynien zwischen den zwei Weltkriegen., Wiesentheid 1992
- Die evangelisch-lutherische Kirche in Wolhynien, Marburg 1992, ISBN 3-7708-0979-3
- Die Staatstreue der Wolhyniendeutschen, Wolhynische Hefte, 10. Folge 1996, S. 2–9
- Gedanken zur Umsiedlung 1940, Wolhynische Hefte, 12. Folge 2001, S. 157–158
- In Ängsten – und siehe, wir leben: Lebenserinnerungen eines Wolhynienpfarrers 1909-2009 (Herausgegeben von Jürgen Joachim Taegert), BoD Norderstedt 2016, ISBN 3-7392-3896-8